# Martinique-Lanzenotter
Bothrops lanceolatus, auch Martinique-Lanzenotter genannt, ist eine Giftschlangenart aus der Familie der Vipern (Viperidae) und der Unterfamilie der Grubenottern (Crotalinae).

## Taxonomie
Der gebräuchliche französische Name Fer-de-Lance (dt. wortwörtlich „Eisen der Lanze“ oder „Lanzenspitze“) wurde ursprünglich auf Bothrops lanceolatus angewandt, wird heute aber auch für andere Bothrops-Arten verwendet.

## Merkmale
Es handelt sich um eine große Giftschlange, die oft 1,5 Meter und seltener über 2 Meter lang wird, was sie zur größten Schlange Martiniques macht. Die Männchen sind kleiner als die Weibchen.
Charakteristisch für diese Art ist die dreieckige Form ihrer lanzettförmigen Schnauze, außerdem ist sie die einzige Schlange der Insel, deren Pupillen senkrecht stehen, wie bei einer Katze am helllichten Tag. Typisch ist auch der breite dunkle Streifen hinter dem Auge.

## Verbreitung und Lebensraum
Bothrops lanceolatus ist auf der Insel Martinique in den Kleinen Antillen endemisch und die einzige bekannte endemische Schlange auf Martinique.
Die Schlange ist bodenbewohnend und semi-arboricol. Sie kann das ganze Jahr über beobachtet werden, vor allem in bewaldeten, kühlen und feuchten Umgebungen, ihrem bevorzugten Lebensraum. Aber auch in vom Menschen beeinflussten Lebensräumen wie Zuckerrohrfeldern ist sie häufig anzutreffen.

## Verhalten
Die Schlange hat ein eher ruhiges und friedliches Temperament, zögert aber nicht zuzubeißen, wenn sie sich bedroht fühlt. Sie ist nachtaktiv und ernährt sich von kleinen Wirbeltieren, vor allem Vögeln, kleinen Säugetieren und Amphibien.
Es handelt sich um eine ovovivipare Art (legt keine Schaleneier), die sofort bereits entwickelte Junge zur Welt bringt, in der Regel 10 bis 25 (maximal 80) pro Wurf. Die Fortpflanzung findet das ganze Jahr über statt, scheint sich aber vor allem auf die Wintermonate zu konzentrieren, wenn die Luftfeuchtigkeit auf Martinique am höchsten ist (Juni bis November).

## Beziehung zu Menschen
Bothrops lanceolatus ist für etwa 20 bis 30 gemeldete Bisse pro Jahr auf Martinique verantwortlich. Das Gift dieser Schlange enthält Toxine, die schwere gesundheitliche Schäden, einschließlich Thrombosen und Koagulopathien, verursachen können. Trotz einer steigenden Zahl von Bissen wurden in letzter Zeit keine Todesfälle mehr durch B. lanceolatus auf Martinique gemeldet, was wahrscheinlich auf die derzeit empfohlene Strategie der frühzeitigen Verabreichung von Antiveninen bei Bedarf zurückzuführen ist.

## Gefährdung und Schutzmaßnahmen
Nach der systematischen Ausrottung durch den Menschen ist die heute geschützte Art durch den Verlust ihrer Lebensräume und durch eingeschleppte Arten bedroht. Früher war die Art weit verbreitet, doch seit den 1970er Jahren ist ihr Bestand so stark zurückgegangen, dass sie heute von der IUCN als stark gefährdet eingestuft wird.

## Kulturelle Bedeutung

Flagge der Kolonie Martinique und Saint Lucia, heute als „Schlangenflagge“ bezeichnet

Die Schlange ist auf der inoffiziellen Flagge und auf dem Wappen Martiniques abgebildet.